# Печурки (Ленинградская область)
Печурки — деревня в Сланцевском городском поселении Сланцевского района Ленинградской области.

## История
Деревня Печурки упоминается на карте Санкт-Петербургской губернии Ф. Ф. Шуберта 1834 года.
На карте Санкт-Петербургской губернии 1863 года она обозначена как Скотный двор Печурки.
В XIX — начале XX века деревня административно относились к Выскатской волости 1-го земского участка 1-го стана Гдовского уезда Санкт-Петербургской губернии.
С 1917 по 1920 год деревня входила в состав Скарятинской волости Гдовского уезда.

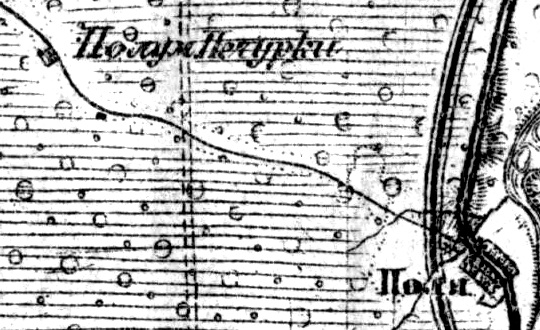
Деревня Печурки на карте 1919 года

На карте Петроградской и Эстляндской губерний 1919 года обозначен полумызок (сельскохозяйственная усадьба) Печурки.
С 1920 года — в составе независимой Эстонии.
С 1940 года — в составе Эстонской ССР.
С 1944 года — в составе Загривского сельсовета Сланцевского района.
С 1963 года — в составе Кингисеппского района.
По состоянию на 1 августа 1965 года деревня Печурки также входила в состав Загривского сельсовета Сланцевского района.
По данным 1973 года деревня Печурки входила в состав Пелешского сельсовета.
По данным 1990 года деревня Печурки входила в состав Гостицкого сельсовета.
В 1997 году в деревне Печурки Гостицкой волости проживали 39 человек, в 2002 году — 56 человек (русские — 82 %).
В 2007 году в деревне Печурки Сланцевского ГП проживали 48 человек, в 2010 году — 20.

## География
Деревня расположена в центральной части района на автодороге 41К-164 (Сланцы — Втроя).
Расстояние до административного центра поселения — 6,5 км.
Расстояние до железнодорожной платформы Сланцы — 8 км.

## Демография
| 2007 | 2010 | 2017 |
| ---- | ---- | ---- |
| 48   | ↘20  | ↘19  |